# Касим Дал
Касим Исмаил Дал е български политик от турски произход.

## Биография
Един от основателите на Турското националноосвободително движение в България през 1985 година, за което излежава присъда в затворите на София, Варна, Бобов дол и Стара Загора (1986 – 1989). След амнистирането му през 1990 година става един от основателите на Движението за права и свободи, а от 1993 г. е негов заместник-председател.
През октомври 2009 г. пред близо 300 делегати на областната конференция на ДПС в Шумен заявява, че ДПС ще управлява България самостоятелно, но също че за първи път от 12 години насам партията му е изолирана от властта.
Според бившия заместник-председател на СДС и лидер на движение „ЕВЕТ“ Ергин Емин той заявява, че зад създаването на Мюсюлманската партия в село Славяново стои Касим Дал, а според вестник „Атака“, той е връзката на ДПС с турските спецслужби.
През януари 2011 г. подава оставка от ръководството на ДПС и е изключен от парламентарната група на партията след като отправя обвинения към лидера на партията Ахмед Доган.
На парламентарните избори през 2014 г. е кандидат за народен представител от „Реформаторския блок“, но не е избран за народен представител.